# ولسوالی بادپش
بادپش یکی از ولسوالی های ولایت لغمان در خاور افغانستان است.